# کالوندرا
کالوندرا ‎/kəˈlaʊndrə/‎ شهری از توابع سانشاین کُست در جنوب شرق کوئینزلند استرالیا است که در ۹۰ کیلومتر (۵۵٫۹ مایل) در شمال بریزبن قرار گرفته است.

## تاریخچه
در سال 1875 رابرت Bulcock از مهاجران انگلیسی، بخشی از زمینهای این منطقه را خریداری کرد.  به دلیل نزدیکی به ساحل، این منطقه مورد توجه قرار گرفت و مسکونی شد..
در طول جنگ جهانی دوم منطقه کالوندرا نقطه حساسی برای تاسیسات دفاعی ساحلی استرالیا شد.
- - 

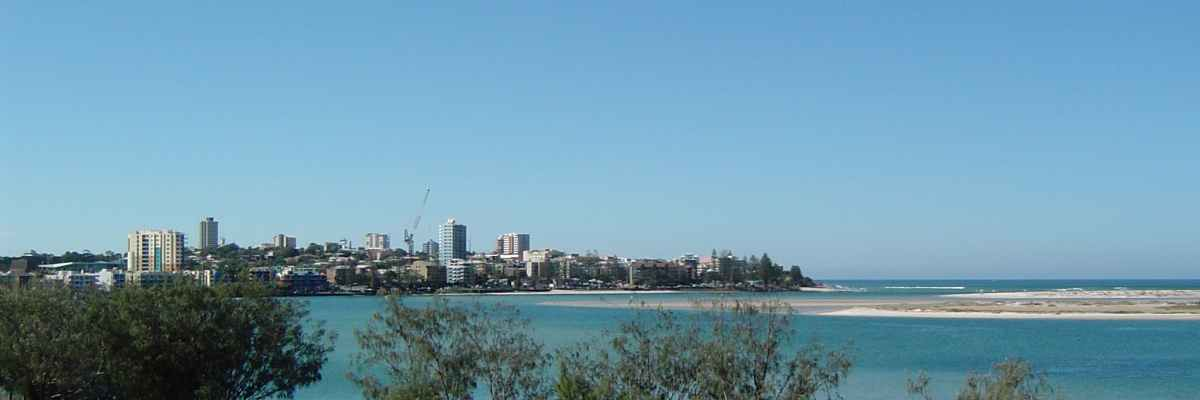
نمایش پانوراما از کلوندرا

## حمل و نقل
منطقه سانشاین کُست و نیز کالوندرا از خدمات فرودگاه سانشاین کست استفاده می کنند. فرودگاه کالوندرا نیز یک فرودگاه منطقه ای کوچکتر است.

## جمعیت

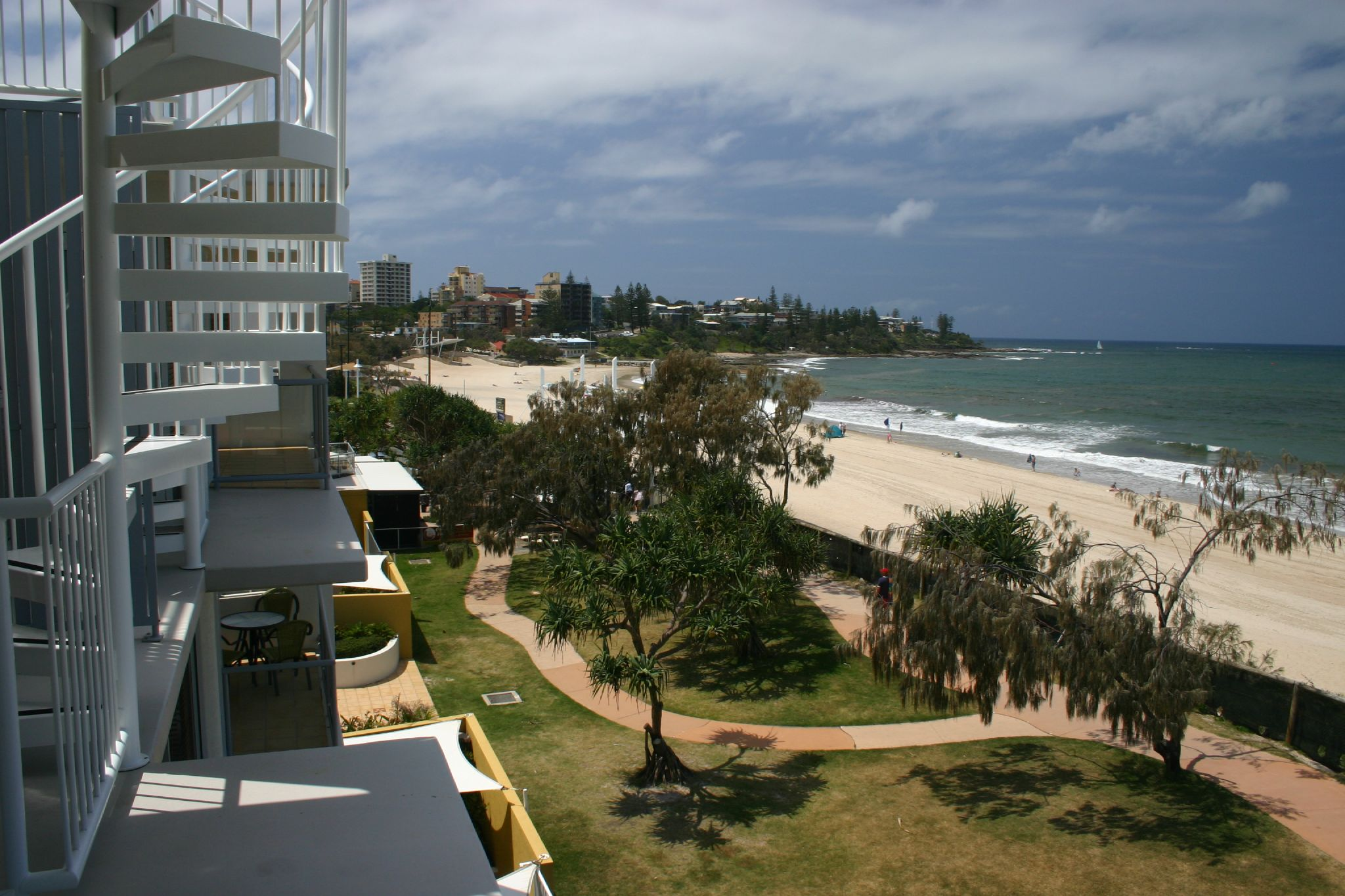
آپارتمان های مجاور ساحل کینگ.

| سال  | جمعیت  |
| ---- | ------ |
| 1933 | 271    |
| 1947 | 1,718  |
| 1954 | 2,124  |
| 1961 | 2,807  |
| 1966 | 3,657  |
| 1971 | 6,150  |
| 1976 | 10,602 |
| 1981 | 16,758 |
| 1986 | 16,215 |
| 1991 | 22,959 |
| 1996 | 29,096 |
| 2001 | 34,879 |
| 2006 | 41,293 |
| 2011 | 47,762 |

## صنعت

### گردشگری

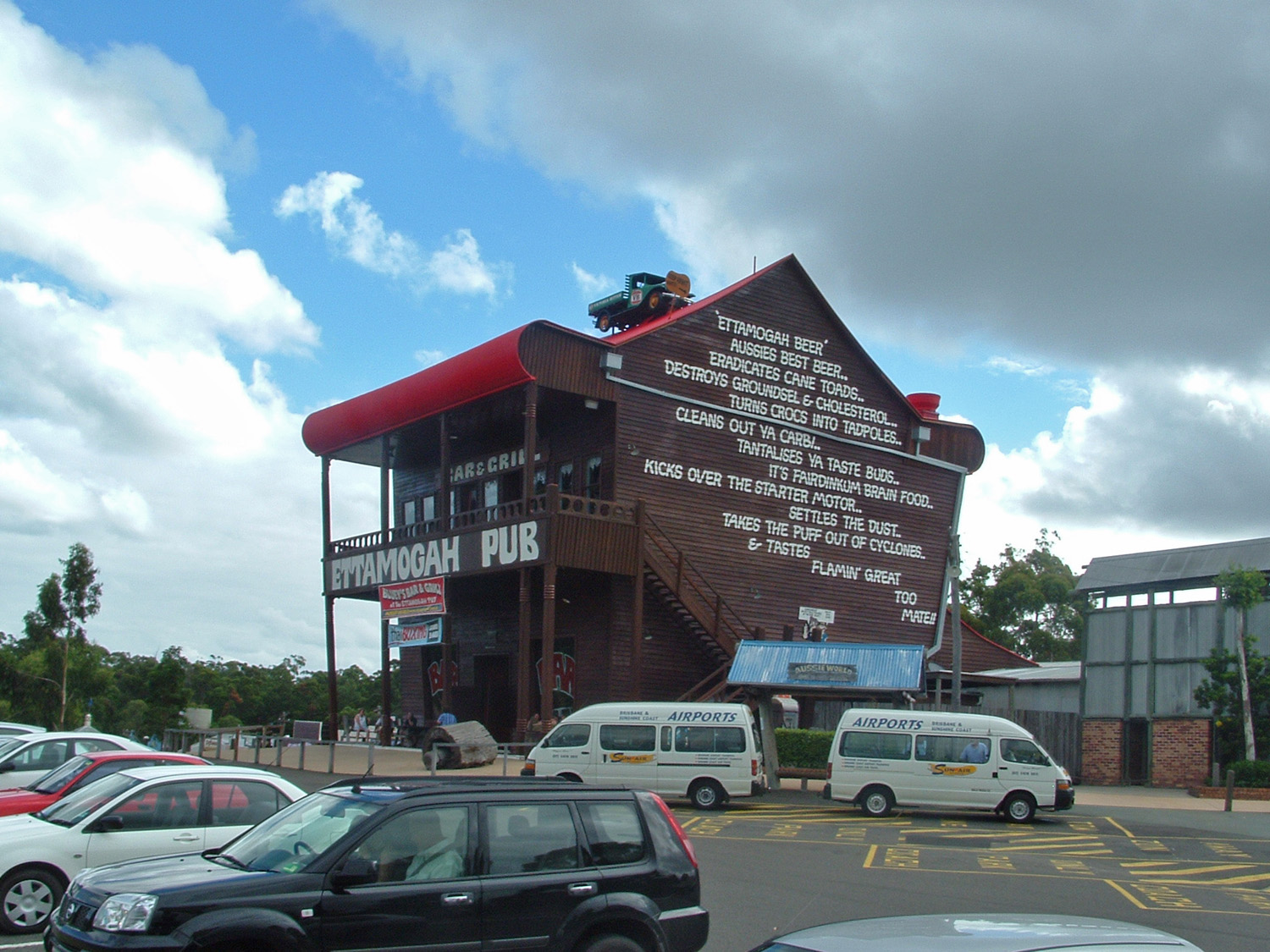
میخانه ای در کالوندرا.

کلوندرا ساحلهای متعددی دارد که مراکز گردشگری هستند.
- ساحل طلایی که توسط جزیره برایبی از سمت شرق احاطه شده است و مرکز شنا، موج سواری، قایق سواری و ماهیگری است.
- ساحل Bulcock ساحل
- ساحل کینگز
- ساحل صدفی
- ساحل موفات